# Баев, Макар Матвеевич
Мака́р Матве́евич Ба́ев (партийный псевдоним Бо́ев (15 марта 1894, деревня Кашино, Шенкурский уезд, Архангельская губерния — 1919, Архангельск) — русский революционер, один из организаторов рабочего движения на лесозаводе «Стелла Поларе», в Печорском уезде Архангельской губернии, распространитель газеты «Правда».

## Биография
Родился в деревне Кашино Шенкурского уезда Архангельской губернии. Рабочий водного цеха лесозавода с 1911 года, член социал-демократического кружка. Представлял интересы рабочих в их конфликтах с администрацией. В начале 1916 года установил связи с Архангельской подпольной социал-демократической группой. Осенью 1916 года по её заданию выезжал в Соединённые Штаты Америки с целью приобретения оборудования для подпольной типографии. Член Архангельского комитета РСДРП(б) с 1917 года. Был одним из организаторов и членом подпольного комитета большевиков в Архангельске в период иностранной интервенции. По заданию комитета вместе с военным моряком И. Никифоровым перешел линию фронта, доставил командованию 6-й армии ценные сведения военно-политического характера и карты дислокации частей белой армии. В Вологде Баев сделал доклад о положении в Архангельске на заседании большевистской фракции губисполкома. Через некоторое время Баев вернулся в Архангельске с инструкциями и деньгами для проведения подпольной работы. Погиб в перестрелке с белогвардейцами в Архангельске 1919 году.

## Память
Именем Макара Баева назван переулок в микрорайоне Лесозавод города Нарьян-Мара.